# Spilochlamys turgida
Spilochlamys turgida är en snäckart som beskrevs av F. G. Thompson 1969. Spilochlamys turgida ingår i släktet Spilochlamys och familjen tusensnäckor. Inga underarter finns listade i Catalogue of Life.